# Edmond (Automarke)
Edmond war eine britische Automarke, die von 1920 bis 1921 auf dem Markt war. Hersteller war Shand Motor & Engineering Company Ltd. aus Lee Green (London).
Das einzige Modell war ein Cyclecar. Ein luftgekühlter Zweizylindermotor von Coventry-Victor mit 688 cm³ Hubraum und 5–7 bhp (3,7–5,1 kW) trieb über eine Kardanwelle die Hinterachse an. Das Getriebe verfügte über drei Gänge.